# Gran maestra femenina

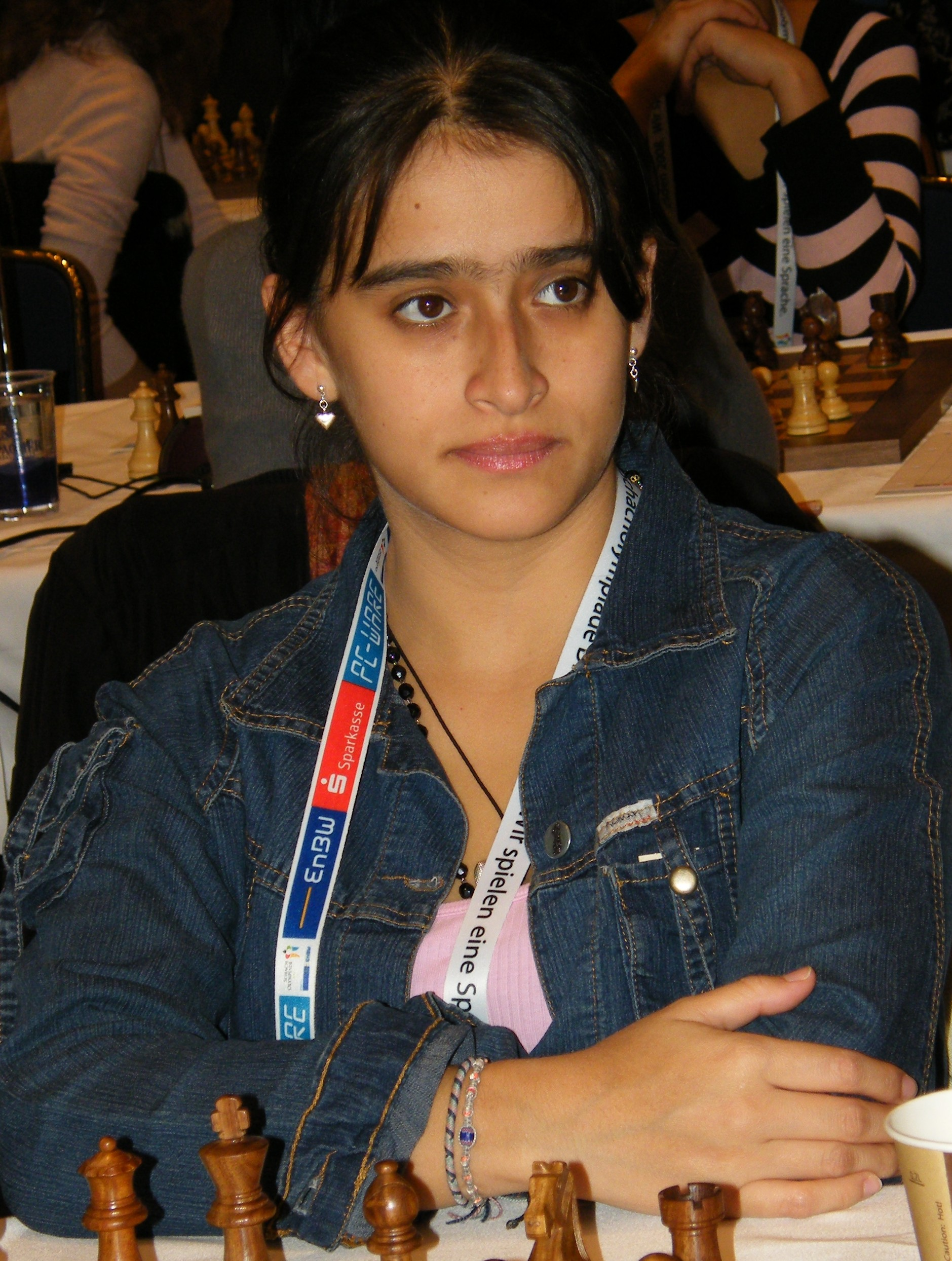
Beatriz Irene Franco Valencia (Gran Maestra de Ajedrez), Dresden, 2008.

Gran maestra femenina (en inglés, Woman Grandmaster, WGM) es el título de mayor rango de ajedrez exclusivamente de mujeres. La FIDE introdujo el título en 1977, junto al introducido previamente maestra internacional femenina (WIM).
El título de WGM representa un nivel de maestría ajedrecística significativamente menor comparado al de gran maestro (GM) absoluto/mixto; de hecho, los requisitos para obtener el título de WGM son también menores a los exigidos para obtener el segundo título mundial de mayor relevancia, el de maestro internacional (MI) absoluto/mixto. La vencedora del Campeonato mundial juvenil de ajedrez femenino es automáticamente galardonada con el título de WGM.
Muchas jugadoras fuertes tienen el título de MI además del de WGM y desde 2000 las 10 mejores mujeres son también GM. La vencedora del Campeonato del Mundo de ajedrez femenino es automáticamente premiada con el título de gran maestro absoluto si no lo tiene. La lista de la FIDE de 2005 tiene el récord de 184 mujeres con el título de WGM. En esta lista 63 mujeres también tienen títulos absolutos, incluyendo a 11 que tienen el título de GM.